# 28794 Crowley
28794 Crowley este o planetă minoră (asteroid), cu un diametru de 2,617 km, din centura de asteroizi. A fost descoperită pe 26 aprilie 2000 la Stația Anderson Mesa de Lowell Observatory Near-Earth-Object Search. 
Obiectul prezintă o orbită caracterizată de o semiaxă mare de 2,2456028 UAi, o excentricitate de 0,19, o înclinație de 7,43695 ° în raport cu ecliptica.